# Sondermunitionslager Sennelager
Das Sondermunitionslager Sennelager befand sich sechs Kilometer nördlich von Paderborn. Bewacht wurden die Nuklearsprengköpfe vom 39 Heavy Regiment RA der British Army und dem 22th US Field Artillery Detachment.
Im Lager befanden sich:
- von 1960 bis 1971 Honest John Gefechtsköpfe vom Typ W-31 mit folgender Sprengkraft:
  - Version Mod.0 Y1: 2.000 t
  - Version Mod.0 Y2: 40.000 t
  - Version Mod.3 Y3: 20.000 t

- von 1960 bis 1971 Gefechtsköpfe vom Typ W-33 für die Haubitze 203 mm mit folgender Sprengkraft:
  - Version Mod.0 Y1: 500 t
  - Version Mod.1 Y2: 40.000 t
  - Version Mod.1 Y3: 10.000 t
  - Version Mod.1 Y4: 5.000 t

- von 1972 bis 1986 Gefechtsköpfe vom Typ W-29 für die Haubitze 203 mm mit folgender Sprengkraft:
  - Version Mod.0 Y1: 100 t
  - Version Mod.0 Y2: 700 t
  - Version Mod.0 Y3: 1.100 t
  - Version Mod.1: 800 t

- von 1972 bis 1981 Gefechtsköpfe vom Typ W-48 für die Haubitze 155 mm mit folgender Sprengkraft:
  - Version Mod.0: 72 t
  - Version Mod.1: 72 t